# Риттель-Кобылянский, Константин
Константин Риттель-Кобылянский (7 ноября 1975, Киев, УССР) — украинский и немецкий оперный певец. Его прадед Павел Юлианович Кобылянский был младшим сводным братом выдающейся украинской писательницы Ольги Кобылянской.

## Биография
Константин Риттель-Кобылянский родился в Киеве, в актёрской семье Светланы Кобылянской и Александра Риттеля, которые в 60-е годы играли на сцене Львовского академического драматического театра имени Марии Заньковецкой.
Стать певцом поначалу не планировал, учился в Киевском национальном педагогическом университете им. Драгоманова. Образование как оперный певец получил в Одесской музыкальной академии, которую окончил в 1998 году. В 2000—2003 годах учился во Фрайбургской высшей школе музыки. Его преподавателями были Людмила Иванова и Василий Навротский. Позже Мария Ганицкая, Евгения Мирошниченко, Маркус Горицкий, Александр Горбенко, Алла Боричко, Дитрих Фишер-Дискау. Однако, по утверждению самого певца, главным учителем для него была мама.

## Награды
В 2011 году в Киеве получил премию «Звездное SOLO» на церемонии вручения наград Человек года.
Обладатель одной из самых престижных музыкальных наград в мире — премии Европейского фонда культуры при Европарламенте в Страсбурге.
В 2013 году пел партию Эскамильо в опере «Кармен» Жоржа Бизе во Львовском национальном академическом театре оперы и балета имени Соломии Крушельницкой.

## Личная жизнь
- Разведён, проживает в Дюссельдорфе, Германия.
- Сын Михаэль-Константин и бывшая жена живут в Тель-Авиве, Израиль[3].